# 屈爾滕敘爾茨河

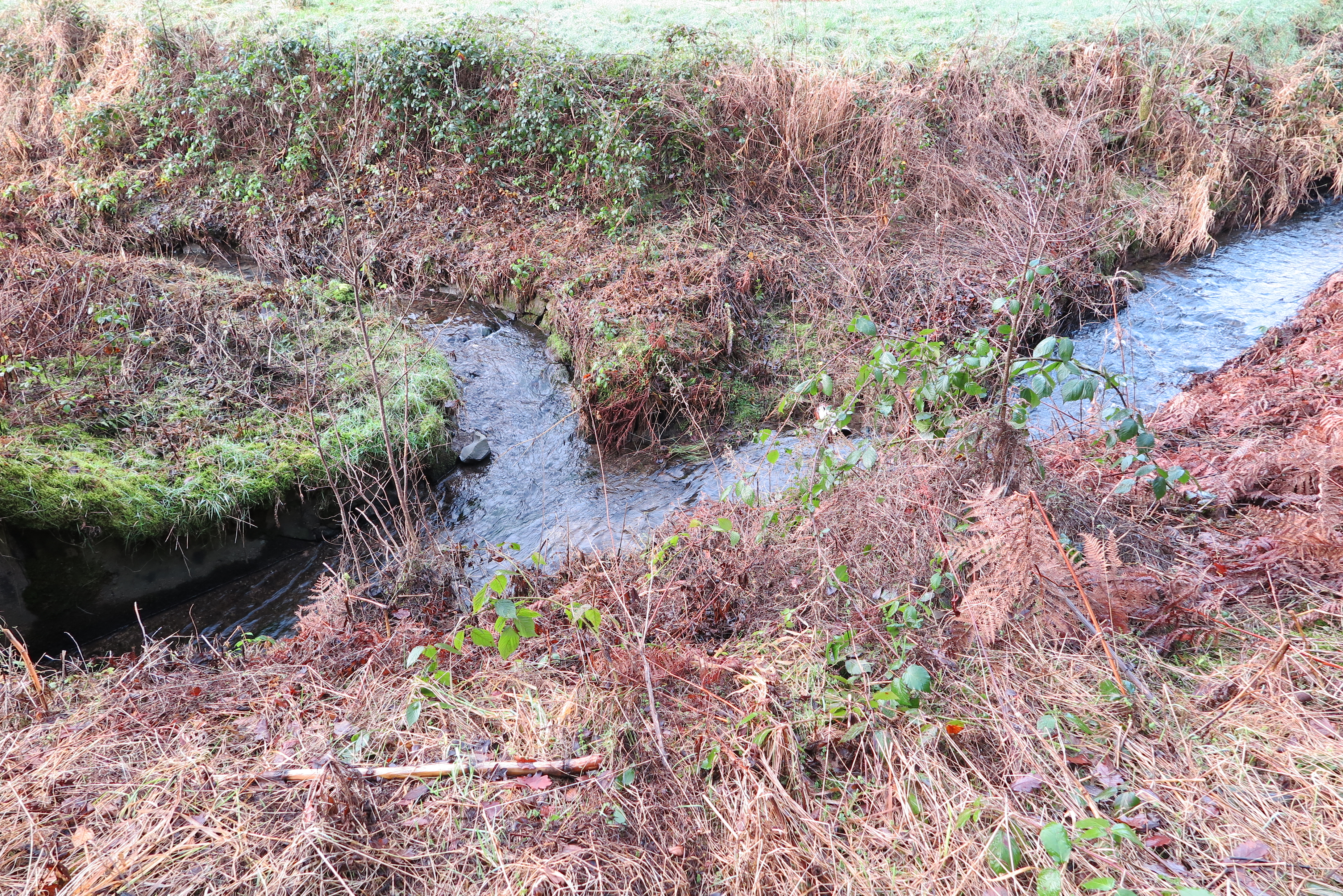

51°0′27.1″N 7°16′57.5″E / 51.007528°N 7.282639°E
屈爾滕敘爾茨河（德語：Kürtener Sülz），是德國的河流，位於該國西部，處於北萊茵-威斯特法倫州，屬於敘爾茨河的右支流，河道全長20.5公里，流域面積63.9平方公里。